# Одая (Голованівський район)
Ода́я —  село в Побузькій громаді Голованівського району Кіровоградської області України. Населення становить 150 осіб.

## Населення
Згідно з переписом УРСР 1989 року чисельність наявного населення села становила 157 осіб, з яких 63 чоловіки та 94 жінки.
За переписом населення України 2001 року в селі мешкало 150 осіб.

### Мова
Розподіл населення за рідною мовою за даними перепису 2001 року:
| Мова       | Кількість | Відсоток |
| ---------- | --------- | -------- |
| українська | 146       | 97.33%   |
| російська  | 4         | 2.67%    |
| Усього     | 150       | 100%     |